# NGC 5481
NGC 5481 est une galaxie elliptique située dans la constellation du Bouvier. Sa vitesse par rapport au fond diffus cosmologique est de 2 123 ± 11 km/s, ce qui correspond à une distance de Hubble de 31,3 ± 2,2 Mpc (∼102 millions d'al). NGC 5481 a été découverte par l'astronome germano-britannique William Herschel en 1787.
À ce jour, cinq mesures non basées sur le décalage vers le rouge (redshift) donnent une distance de 30,840 ± 8,838 Mpc (∼101 millions d'al), ce qui est à l'intérieur des valeurs de la distance de Hubble.

## Groupe de NGC 5448
Selon A.M. Garcia, la galaxie NGC 5481 fait partie du groupe de NGC 5448. Ce groupe de galaxies compte au moins neuf membres. Les autres galaxies du groupe sont NGC 5425, NGC 5448, NGC 5477, NGC 5480, NGC 5500, NGC 5520, UGC 9056 et UGC 9083.
NGC 5480 et NGC 5481, sa voisine sur la sphère céleste, forment une paire de galaxies.